# Pueblo Alto
Pueblo Alto ist eine Ortschaft im Departamento Chuquisaca im südamerikanischen Anden-Staat Bolivien.

## Lage im Nahraum
Pueblo Alto ist der fünftgrößte Ort des Kanton Incahuasi im Municipio Incahuasi in der Provinz Nor Cinti und liegt auf einer Höhe von 2938 m in unmittelbarer Nähe des Beckens von Culpina, einem abflusslosen Becken mit dem Salzsees Salar de Culpina im südwestlichen Teil. Das Straßendorf Pueblo Alto liegt am linken Ufer des Río Inca Huasi, der sich zwei Kilometer nördlich der Ortschaft aus dem Río Villa Charcas und dem Río Terrado bildet. Südlich von Pueblo Alto mündet der Río Inca Huasi nach 37 Kilometern in den Río Pilaya, einen rechten Nebenfluss des Río Pilcomayo.

## Geographie
Pueblo Alto liegt in der Bergregion der Cordillera de Tajsara o Tarachaca im semi-ariden Übergangsgebiet zwischen den semi-humiden Bergwäldern der östlichen Gebirgsketten Boliviens und dem ariden Altiplano.
Die jährlichen Niederschläge schwanken zwischen 350 und 550 mm und treten vor allem in den Monaten von November bis März auf; die Wintermonate Mai bis August sind weitgehend niederschlagsfrei (siehe Klimadiagramm Culpina). Die Monatsdurchschnittstemperaturen liegen in dem Becken zwischen knapp 20 °C im Dezember und 5 bis 8 °C im Juni/Juli.

## Verkehrsnetz
Pueblo Alto liegt in einer Entfernung von 434 Straßenkilometern südlich von Sucre, der Hauptstadt des Departamentos.
Von Sucre aus führt die asphaltierte Nationalstraße Ruta 5 in südwestlicher Richtung nach Potosí, der Hauptstadt des im Westen angrenzenden Departamentos. Von hier aus führt die Ruta 1 nach Süden und erreicht nach 183 Kilometern die Stadt Camargo. Noch einmal 19 Kilometer südlich von Camargo zweigt eine unbefestigte Landstraße in östlicher Richtung ab, überquert den Río Camblaya und überwindet auf den folgenden 47 Kilometern bis Culpina einen Höhenunterschied von 600 m. Östlich von Culpina zweigt dann eine Straße nach Nordosten ab und erreicht nach 13 Kilometern Incahuasi und nach weiteren drei Kilometern in nördlicher Richtung Pueblo Alto.

## Bevölkerung
Die Einwohnerzahl der Ortschaft ist im vergangenen Jahrzehnt geringfügig zurückgegangen:
| Jahr | Einwohner         | Quelle       |
| ---- | ----------------- | ------------ |
| 1992 | keine Detaildaten | Volkszählung |
| 2001 | 616               | Volkszählung |
| 2012 | 586               | Volkszählung |
| 2024 |                   | Volkszählung |